# إتش تي سي إيفو 4G
إتش تي سي إيفو 4G (بالإنجليزية: HTC Evo 4G) هو هاتف ذكي من إتش تي سي يعمل بنظام أندرويد، تم طرحه في الأسواق في 4 يونيو 2010.

## الخصائص
- نظام التشغيل: أندرويد
- الكاميرا الأمامية: 1.3 ميجابكسل
- الكاميرا الخلفية: 8 ميجابكسل
- الشاشة: إل سي دي
- الوزن: 170 غرام
- المعالج: 1 جيجا هرتز
- الذاكرة: 512 ميجابايت
- التخزين: 1 جيجابايت